# 시레토코반도

시레토코반도의 위치.

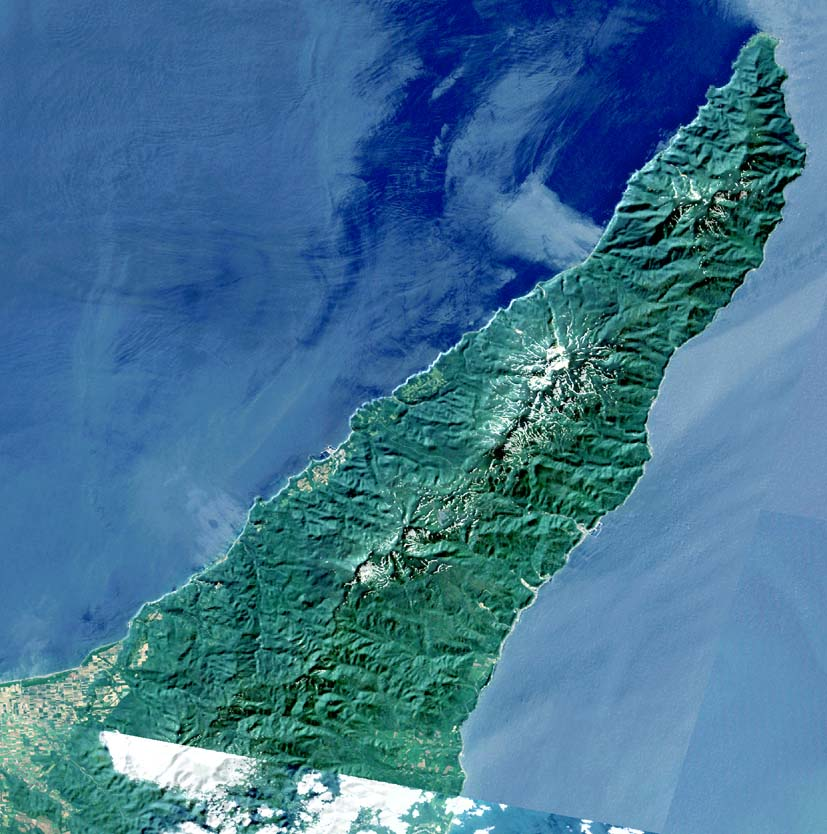
시레토코반도의 랜드샛.

시레토코반도(일본어: 知床半島, Shiretoko Peninsula)는 일본 홋카이도 동부에 오호츠크해로 길게 뻗은 반도이다. 반도 남쪽은 네무로 해협에 면해 있다. 시레토코라는 지명은 아이누어로 "실에톡(sir-etok)"이라고 불린 것에서 유래한 것으로 대지의 끝자락이라는 뜻이다. 1964년에 국립공원(시레토코 국립공원)으로 지정되었고 2005년에는 유네스코 세계자연유산으로 등재되었다.

## 지형과 지질
반도의 끝자락에 시레토코곶이 위치한다. 중앙부는 시레토코 화산층으로 이루어져 있으며 북쪽에서부터 시레토코산(1,254m), 시레토코이오산(1,562m), 라우스산(1,660m), 온네베쓰산(1,331m), 우나베쓰산(1,419m)이 이어진다. 반도 동쪽에는 라우스호, 서쪽에는 시레토코 오호와 가무이왓카 온천폭포, 오신코신 폭포가 있다.
화산지대이기 때문에 라우스 온천, 세세키 온천, 이와오베쓰 온천 등 자연분출하는 온천도 많으며 관광객의 방문도 잦다. 특히 폭포 자체가 천연 온천인 가무이왓카 온천폭포는 자연의 신비가 가득한 비밀의 온천으로 널리 알려져 있다. 또한 반도 중앙부 샤리정의 우토로 지구에는 시레토코 관광의 거점인 우토로 온천이 있다.

## 시레토코 연봉(連峰)을 구성하는 화산군

#### 시레토코반도
| 이름                           | 표고     | 용출 온천                   |
| ------------------------------ | -------- | --------------------------- |
| 우이누푸리(ウイーヌプリ)       | 651.5m   | --                          |
| 보로모이다케(ポロモイ岳)       | 992.1m   | --                          |
| 시레토코다케(知床岳)           | 1,253.9m | (아이도마리 온천)           |
| 돗카리무이다케(トッカリムイ岳) | 560.4m   | (세세키 온천)               |
| 시레토코이오 산(知床硫黄山)    | 1,562m   | (가무이왓카 온천폭포)       |
| 히가시다케(東岳)               | 1,520m   | --                          |
| 지엔베쓰다케(知円別岳)         | 1,544m   | --                          |
| 미나미다케(南岳)               | 1,459m   | --                          |
| 옷카바케다케(オッカバケ岳)     | 1,462m   | --                          |
| 사시루이다케(サシルイ岳)       | 1,564m   | --                          |
| 미쓰미네(三ッ峰)               | 1,509m   | --                          |
| 라우스다케(羅臼岳)             | 1,660.4m | 이와오베쓰 온천 라우스 온천 |
| 덴초산(天頂山)                 | 1,046m   | --                          |
| 지니시베쓰다케(知西別岳)       | 1,317m   | (우토로 온천)               |
| 온네베쓰다케(遠音別岳)         | 1,330.2m | --                          |
| 오쿠온네베쓰다케(奥遠音別岳)   | 1,019.3m | --                          |
| 우나베쓰다케(海別岳)           | 1,419.3m | --                          |

#### 샤리다케 주변
| 이름                             | 표고                | 용출 온천       |
| -------------------------------- | ------------------- | --------------- |
| 루베스다케(瑠辺斯岳)             | 659m                | --              |
| 샤리다케(斜里岳)                 | 1,547m （1,535.8m） | 기요사토 온천   |
| 에톤비야마(江鳶山)               | 712.9m              | --              |
| 사맛케누푸리산(サマッケヌプリ山) | 1,062.3m            | --              |
| 무사다케(武佐岳)                 | 1,005.2m            | 나카시베쓰 온천 |
| 시베쓰다케(標津岳)               | 1,061m              | 요로우시 온천   |

## 생물
산간부에는 침엽수인 가문비나무, 도도마쓰(분비나무의 일종), 활엽수인 사스래나무, 물참나무로 이루어진 원생림이 우거져 있으며, 산 정상부와 능선에는 고산식물 군락이 보인다. 타이가가 나타나는 지역이기도 하다. 북방여우, 에조사슴, 큰곰과 같은 야생동물이 다수 서식하고 있으며 에조 섬부엉이, 흰꼬리수리(모두 일본의 천연기념물) 등의 야생조류도 풍부하다. 연안에는 바다표범, 큰바다사자, 고래 등도 서식한다.

## 환경보호
홋카이도에서도 몇 안 되는 야생동물과 원시적인 자연경관이 남아 있는 곳이기에 반도 중부에서 끝자락에 이르는 산악지대와 해안이 1964년에 시레토코 국립공원으로 지정되었다. 그 후 시레토코 곶 주변은 엄격하게 규제되는 특별보호지구로 지정되었고 관광목적의 상륙이 규제되었다. 또한 1982년 3월 31일에 국가지정 시레토코 조수보호구(희소 조류 및 동물 서식지)로 지정되었다(면적 44,053ha, 그 가운데 특별보호지구 23,630ha, 특별보호지정구역 1,156ha).
2005년 7월 14일에 남아프리카 공화국 더반에서 개최된 제29회 유네스코 세계유산회의에서 ""시레토코""라는 이름으로 세계유산(자연유산) 등재가 결정되어 2005년 7월 17일에 정식으로 등재되었다.

## 러일 영토문제와 생태계
시레토코반도로부터 네무로 해협(러시아명 쿠나시르 해협) 건너편에는 러시아가 실효지배하고 일본이 영유권을 주장하는 쿠나시르 섬(일본명 구나시리 섬)이 자리잡고 있다.
쿠나시르 섬의 자연은 소련 정부가 1984년에 설립한 국립 쿠나시르 자연보호구로 엄격하게 보호되고 있다. 태초의 자연이 그대로 유지된 쿠나시르 섬의 생태계는 네무로 해협을 사이에 두고 있는 시레토코반도와의 연계되어 시레토코반도의 동식물상 유지에도 공헌하고 있다. 조류나 어류의 이동은 물론 겨울철에는 유빙을 건너 동물이 왕래하기도 한다. 이 때문에 이 지역의 환경보호는 국제적인 연계가 필요하며 시레토코반도를 세계유산으로 추천한 국제자연보호연합(IUCN)은 시레토코반도와 쿠나시르 섬을 아울러서 "보전 촉진을 (러시아와 일본) 양국이 동의할 수 있다면 (세계유산으로서의 시레토코반도를) 보다 확장시킨 "세계유산 평화공원(World Heritage Peace Park)"으로 발전시키는 것"이 바람직하다고 제언하였다.
현재 일본이 주장하는 북방 영토 문제의 대상이 되는 해역(러시아 연방이 실효지배)에서는 외국 어선의 조업이 러시아 연방정부에 의해 허가되고 있다. 시레토코반도 주변에서는 2006년 2월 이후 기름 범벅이 된 5,000여 마리의 바다새 시체가 건져올려 지고 있으며, 이는 외국 어선의 어업활동과 관련되어 있을 가능성이 있다. 실질적인 국경에 위치하고 있다 할 수 있는 시레토코반도에서는 자연환경 보호를 위해 국제적인 연계가 시급해지고 있다.

## 같이 보기
- 일본의 세계유산